# Norberto Gimelfarb
Carlos Norberto Gimelfarb (Buenos Aires, 28 de novembre de 1941 — Yverdon-les-Bains, 24 de febrer de 2020) fou un traductor argentí. Ha traduït poesia del català al francès, poesia i prosa del castellà al francès i l'anglès, i del francès i l'anglès al castellà. Ha publicat una novel·la en castellà i poesia i crítica musical (jazz, tango i músiques populars llatinoamericanes) en castellà, francès i anglès. Ha ensenyat castellà i francès a les universitats de Lausana i Ginebra a Suïssa.